# Caenis punctata
Caenis punctata è un insetto della specie Efemerotteri e della famiglia Caenidae. Il nome scientifico è stato validamente pubblicato per la prima volta nel 1931 da McDunnough.
Vive nell'ecozona neartica.